# Winthemia montana
Winthemia montana là một loài ruồi trong họ Tachinidae.